# کیتلین ریگال
کیتلین ریگال (انگلیسی: Caitlin Regal؛ زادهٔ ۹ فوریهٔ ۱۹۹۲) قایقران کانو زن اهل نیوزیلند است.
وی در مسابقات کشوری و بین‌المللی در مجموع برندهٔ ۲ مدال طلا، ۲ مدال نقره، ۱ مدال برنز شده‌است.